# Franz Roitinger

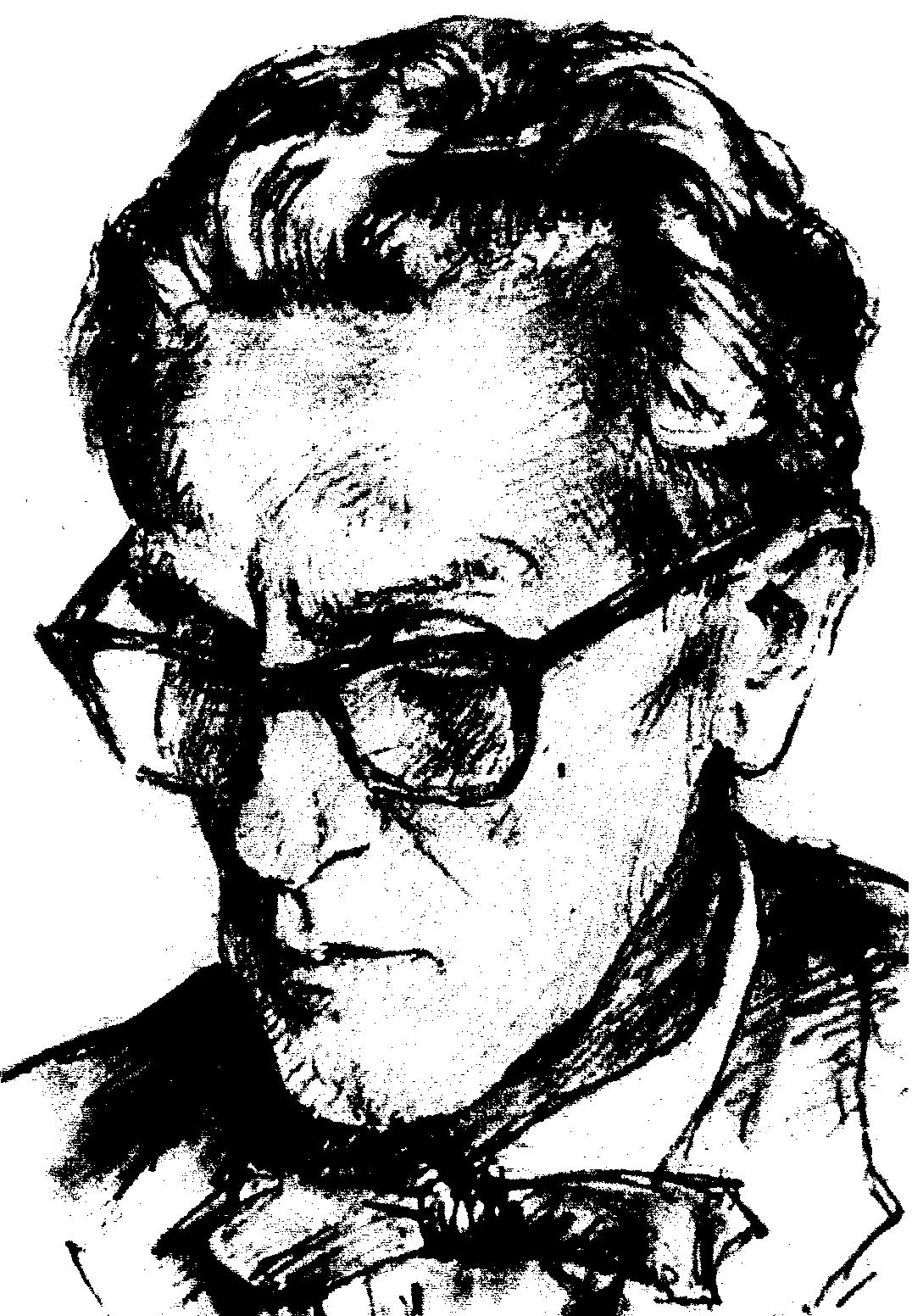
Franz Roitinger

Franz Roitinger (*  25. September 1906 in Weibern (Oberösterreich); † 12. Mai 1968 in Wien) war ein österreichischer Sprachwissenschaftler. 

## Leben
Franz Roitinger war das zehnte Kind der Eheleute Leopold und Theresia Roitinger. Er besuchte zunächst das Bundesgymnasium in Ried und studierte dann an der Universität Wien Germanistik. 1933 promovierte Roitinger bei Anton Pfalz mit der Dissertation Die Mundart von Weibern in Oberösterreich. Kurze Laut- und Flexionslehre. 
Der Wissenschaft der Mundartforschung blieb er zeitlebens treu. Eine umfangreiche Tätigkeit in der Anlage des Zettelkataloges der „Bayerisch-Österreichischen Wörterbuchkanzlei“ der Akademie der Wissenschaft in Wien und vor allem sein beträchtlicher Anteil an der Abfassung der Artikel im Wörterbuch der bairischen Mundarten in Österreich kennzeichnen sein Lebenswerk.
Roitinger lebte bis zu seinem Tod im Jahr 1968 in Wien und wurde in Krummnußbaum (Niederösterreich) beerdigt.

## Wissenschaftliche Tätigkeit
Schon als Student zeigte Roitinger großes Interesse an den österreichischen Mundarten und hörte mundartkundliche Vorlesungen bei Anton Pfalz. Vor dem Zweiten Weltkrieg war er unter der Leitung von Pfalz an den Vorarbeiten zum Bayerisch-Österreichischen Mundartwörterbuch beteiligt, bis er 1940 zum Militär- und Kriegsdienst eingezogen wurde mit anschließender Gefangenschaft.
1947 kehrte er in die Wörterbuchkanzlei zurück und widmete sich der Aufarbeitung, Kartierung und Lemmatisierung des vorhandenen reichlichen Materials. Bis zum Erscheinen der ersten Lieferung des Mundartwörterbuches im Jahre 1963 wurden von den bis dahin vorliegenden dreieinhalb Millionen mundartlichen Belegen mehr als die Hälfte von Roitinger lemmatisiert. 
Daneben arbeitete er an verschiedenen wissenschaftlichen Abhandlungen, so zunächst an dem 1950 in Zusammenarbeit mit Maria Hornung erschienenen Buch Unsere Mundarten. Eine dialektkundliche Wanderung durch Österreich, in dem die Aufsätze über Wien, Niederösterreich, Burgenland, Oberösterreich und Salzburg von ihm stammen. Drei Arbeiten von Roitinger – Zur Partizipialbildung in den eo-Mundarten Oberösterreichs, Spuren erloschenen Lautstandes und alte Lautverwechslungen im Bairisch-Österreichischen und Ein sterbendes Wort des Bairisch-Österreichischen: ahd. ferah, mhd. verch vita, anima, corpus, sanguis – wurden in der Zeitschrift für Mundartforschung veröffentlicht. Weitere mundartkundliche Untersuchungen waren von ihm vorbereitet worden, zu ihrer Herausgabe kam es jedoch nicht mehr: so eine Arbeit über die Synonyma für den Ferkelkümmerer, wofür er umfangreiches Material gesammelt, gesichtet und zum Teil schon bearbeitet hatte.
Weiters forschte er über die besonders in Oberösterreich und hauptsächlich im oberösterreichischen „Landl“ üblichen Sprossvokale (z. B. Peri für „Berg“, zwerich für „quer“, Galign für „Galgen“, Orawoaß für „Arbeis“ („Erbse“) etc.). Als in der Wörterbuchkanzlei der Österreichischen Akademie der Wissenschaften im Jahre 1962 nach teilweisem Abschluss der Vorarbeiten für das Österreichisch-Bayerische Mundartwörterbuch die einzelnen Artikel abgefasst wurden, hatte Roitinger hierbei eine tragende Funktion. Gestützt auf seine profunden Kenntnisse der alt- und mittelhochdeutschen Sprache sowie der genauen Kenntnisse der österreichischen, insbesondere der oberösterreichischen Mundarten, verbunden mit seiner Begeisterung für die mundartkundliche Sprachwissenschaft, bewältigte er auch schwierigste Worterscheinungen und erklärte Wort- und Sprachzusammenhänge und -probleme.